# Mistral One Design
Pour les articles homonymes, voir Mistral.
La Mistral One Design est une planche à voile monotype. Planche olympique aux Jeux d'été de 1996, 2000 et 2004, elle a été remplacée aux Jeux olympiques de 2008 par le nouveau matériel Neil Pryde RS:X.

## Description
La Mistral One Design est composée d'un flotteur disposant d'une dérive.

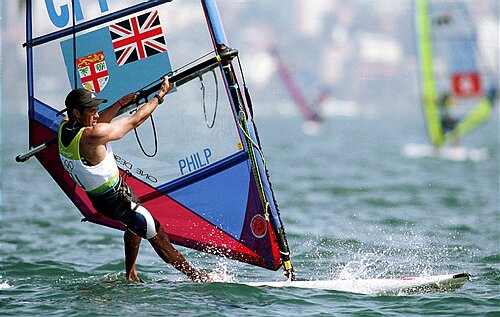
Mistral One Design

Produite dès 1988 par Mistral Sports Gmbh à Molln en Autriche en technologie ASA Composite moulée, la Mistral One Design a été produite à plus de 20 000 exemplaires entre 1988 et 2004.
À partir de 2004, la Société Boards&More Gmbh a transféré la production des MOD de Molln vers l’usine Cobra en Thaïlande acheminant les moules des mistral OD et Prodigy vers l’Asie. Etant écartées des J.O de 2008, le marché de la MOD s'était effondré dès 2003.  
Quelques modèles de MOD ont été produits en 2005 par Cobra notamment pour le marché Asiatique sous l’appellation ‘New One Design 2005’.
Finalement après une période sans grande implication de B&M entre  2004 et 2008 sur la MOD, les droits de la MOD ont été transférés vers Int. Mistral Bv group,  Anders Bringdal International Co ayant la responsabilité de redonner un nouveau souffle à la production des MOD notamment pour l’Asie dès 2009. La reprise de la production étant toujours à l’état de projet.
La Mistral One Design est issue du développement de la Mistral Equipe initialement produite entre 1986 et 1989 (200 litres / 372 cm de longueur).
La One Design est sortie en 1989 en même temps que la nouvelle Equipe LCS  (Light Carbon Sandwitch - 235 litres / 375 cm), ces deux planches disposaient d’une carène tri-vers-quad concave.
La méthode de fabrication initiale ASA Composite a été développée par Fritzmeier / Schuetz Werke en 1985. Les 20 000 planches produites l’ont été à partir d’un même moule. Cette planche a connu très peu d’évolutions entre 1988 et 2004 hormis quelques ajustements à l’issue des JO de 1996 et 2000. En 1996, le boitier d’aileron a été changé par un boitier PowerBox moins fragile et en 2001 le processus de fabrication a évolué en s’appuyant sur deux moules.